# Kronborgs amt
Kronborgs amt (danska: Kronborg Amt) var ett amt på den nordöstra delen av ön Själland i östra Danmark. Residensstaden Helsingör var amtets enda stad.

## Administrativ historik
Kronborgs amt bildades när Danmarks län ersattes av amt 1662 och ersatte då det dåvarande slottslänet Kronborgs län.
Amtet upphörde i samband med amtsreformen 1793 då det, tillsammans med Hørsholms och Jægerspris amt, blev en del av Frederiksborgs amt. Sedan kommunreformen 2007 tillhör området Region Hovedstaden.

## Härader
Kronborgs amt omfattade två härader:
- Holbo härad
- Lynge-Kronborgs härad (norra delen)